# Blame It on the Girls
Blame It on the Girls è un brano musicale del cantante libanese Mika, estratto come secondo singolo per il Giappone e gli Stati Uniti dall'album The Boy Who Knew Too Much, pubblicato il 21 settembre 2009. Per il Regno Unito è stato confermato come terzo singolo ufficiale e pubblicato il 15 febbraio 2010, dopo We Are Golden e Rain.

## Il brano
Blame It on the Girls è stato composto dal solo Mika e prodotto da Greg Wells, che ha provveduto tra l'altro al mixaggio del brano.

## Video
Le riprese del video musicale di Blame It on the Girls sono state affidate a Dan jinfid, regista del video di Rain. Una versione incompleta del video è stata trasmessa in anteprima il 3 ottobre 2009 nel Regno Unito su Channel 4.

## Classifiche
Nonostante la sua pubblicazione negli Stati Uniti, il singolo non è rientrato in alcuna delle classifiche Billboard. Al contrario, ha raggiunto la posizione numero 1 in Giappone, mantenendola per una settimana; in questo si conferma il secondo singolo non giapponese, a livello internazionale, capace di raggiungere la vetta della classifica asiatica, in coda a Bleeding Love di Leona Lewis del 2008. Nel Regno Unito, Blame It on the Girls debutta alla posizione 72 il 27 febbraio 2010, non riuscendo a rimanervi per oltre una settimana. Il singolo raggiunge così la medesima posizione di Rain nella classifica Official Singles Chart e ne riesce ad entrare nella top 40.
| Classifica (2009/2010) | Posizione più alta |
| ---------------------- | ------------------ |
| Belgio (Fiandre)       | 28                 |
| Belgio (Wallonia)      | 28                 |
| Danimarca              | 36                 |
| Giappone               | 1                  |
| Official Singles Chart | 72                 |